# Mirko Selvaggi
Mirko Selvaggi (Pieve a Nievole, província de Pistoia, 11 de febrer de 1985) és un ciclista italià, que fou professional del 2008 al 2016.

## Palmarès
- 2007
  - 1r al Trofeu Tempestini Ledo
  - Vencedor d'una etapa al Giro de Toscana sub-23

### Resultats al Giro d'Itàlia
- 2011. 116è de la classificació general
- 2012. 122è de la classificació general